# Citizen Berlusconi
Citizen Berlusconi (il presidente e la stampa) è un documentario del 2003 diretto da Susan Gray, con soggetto originale e aiuto regia di Andrea Cairola.
Si tratta di un'inchiesta giornalistica, prodotta dalla casa di produzione italiana Stefilm, che analizza in maniera approfondita e documentata l'ascesa di Silvio Berlusconi dal monopolio della televisione commerciale al vertice del governo italiano. Il documentario è stato trasmesso per la prima volta il 21 agosto 2003 – nel corso del programma tv Wide Angle – dall'emittente televisiva pubblica statunitense PBS con  il titolo The Prime Minister and the Press. Successivamente programmato da diverse emittenti americane ed europee, in Italia non è mai stato trasmesso da alcuna emittente televisiva terrestre. 
In Italia esce tuttavia in DVD nel 2004, in lingua originale, sottotitolato in italiano. Più tardi è andato in onda sul canale satellitare Current TV il 22 giugno 2009, con alcuni contenuti aggiuntivi prodotti dagli autori per l'occasione.

## Trama
Dalla sua discesa nel campo della politica nel 1993, Silvio Berlusconi è riuscito a catalizzare la maggioranza degli elettori italiani, senza riuscire però a fare altrettanto con i governi, la stampa e l'opinione pubblica straniera, agli occhi dei quali continua a figurare come un'anomalia. Citizen Berlusconi è un documentario che propone una visione del governo Berlusconi 2001 analizzandone, con la collaborazione di noti giornalisti e noti personaggi della politica mondiale, i provvedimenti più discussi.

## Contenuti
In documentario contiene interviste (alcune tenute dal giornalista statunitense James Rubin) a:
- Alessandro Amadori, psicologo della comunicazione
- Giovanni Sartori, politologo e professore emerito alla Columbia University
- Enzo Biagi, giornalista
- Carlo Freccero, autore televisivo ed esperto di comunicazione
- Tana De Zulueta, politica
- Marco Travaglio, giornalista
- Paul Ginsborg, storico e scrittore inglese
- Furio Colombo, giornalista e politico
- Enrico Mentana, giornalista e conduttore televisivo
- Roberto Natale, segretario della FNSI
- Francesco Vaccaro, candidato di Forza Italia
- Francesco Nocchi, sostenitore della Sinistra Democratica
- Alexander Stille, giornalista e scrittore statunitense

Il documentario include inoltre numerosi video di archivio di interviste, conferenze, e processi di Silvio Berlusconi e diversi frammenti da programmi televisivi Mediaset.